# Tournesol
Pour les articles homonymes, voir Tournesol (homonymie).
Espèce
Statut de conservation UICN

 LC  : Préoccupation mineure

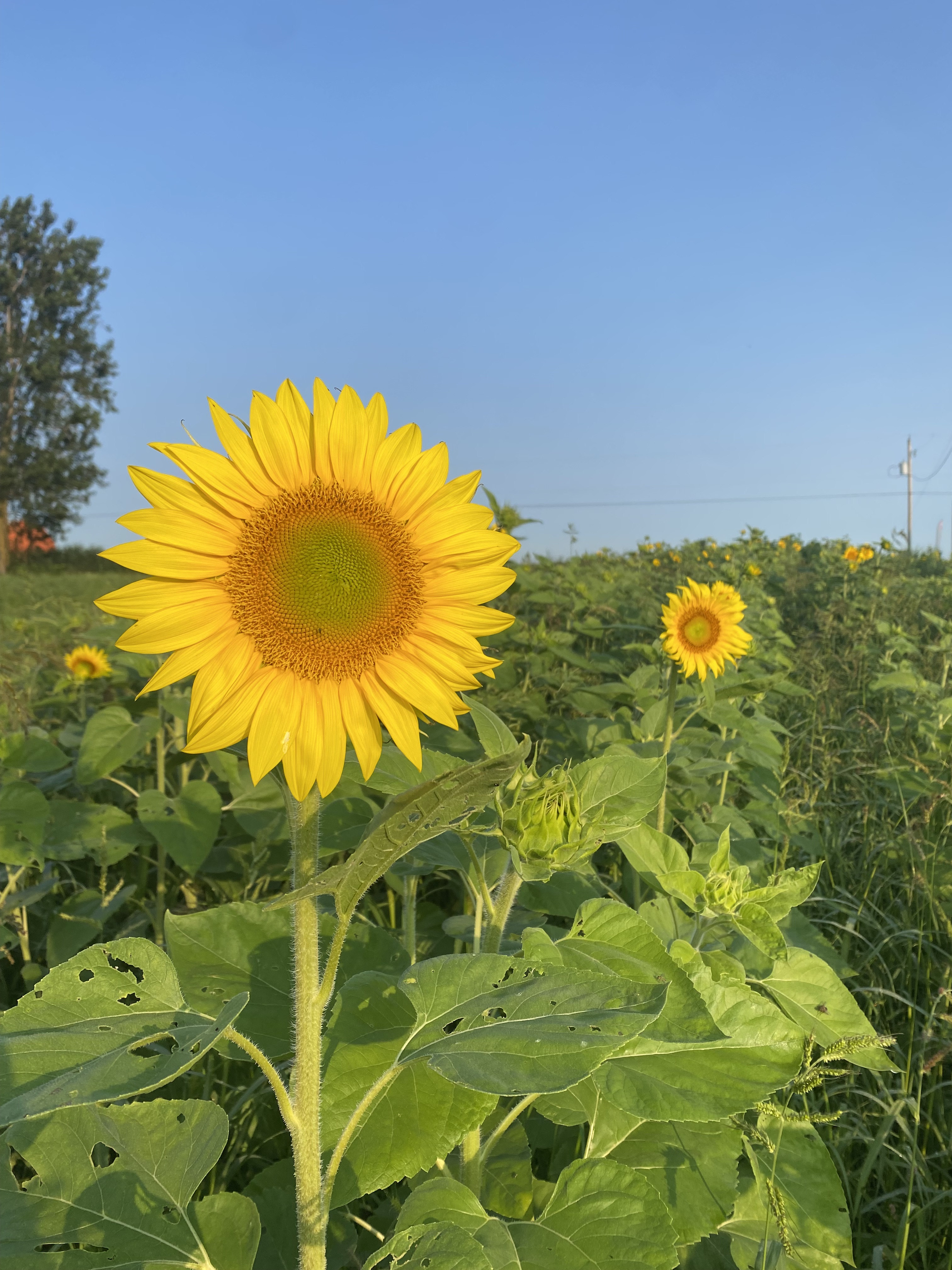
Tournesol dans un champ au Québec.

Le tournesol, également connu sous les noms hélianthe et soleil (Helianthus annuus), est une grande plante annuelle, appartenant à la famille des Astéracées (Composées), dont les fleurs sont groupées en capitules de grandes dimensions. Le genre Helianthus comprend une cinquantaine d'espèces, toutes originaires d'Amérique du Nord, dont le topinambour (Helianthus tuberosus L.).
Cette plante est très cultivée pour ses graines riches en huile alimentaire de bonne qualité (environ 40 % de leur composition). Le tournesol est, avec le colza et l'olivier, l'une des trois sources principales d'huile alimentaire en Europe.
Il existe de nombreux noms ou expressions vernaculaires pour le désigner : grand-soleil, soleil des jardins, soleil commun, graine à perroquet, hélianthe…
C'est un emblème végétal en Ukraine.

## Description
C'est une grande plante annuelle, à tige très forte et peu ramifiée, pouvant atteindre jusqu'à 4 m de hauteur. Les feuilles simples, cordées (en forme de cœur), alternées, sauf à la base où elles sont parfois opposées, ont un pétiole plus ou moins long et sont rudes au toucher.
Ce qu'on appelle communément « fleur de tournesol » n'est pas une fleur, mais un pseudanthe : les capitules, réceptacles floraux charnus, qui ont tendance à se renverser après la floraison, peuvent atteindre 30 cm de largeur. Ils sont entourés d'un involucre à bractées ovales avec un sommet pointu.
Les fleurs extérieures ligulées du capitule disposées sur un seul rang, sont généralement jaunes, et stériles sauf dans les variétés Turf ayant fait l'objet de mutations génétiques. Les fleurs centrales en tube, hermaphrodites, sont jaune pâle ou rouge foncé chez les variétés anthocyanées. Les fruits sont des akènes surmontés par deux écailles en arête. La racine principale est pivotante.
La disposition des fleurs centrales (ou fleurons), ou des graines, sur le réceptacle dessine des spirales répondant aux règles de la phyllotaxie et tournant soit dans le sens des aiguilles d'une montre, soit en sens inverse. Les nombres de fleurons de chaque type de spirale sont constants et sont des nombres successifs de la suite de Fibonacci, par exemple 34/55 ou 55/89.
Le tournesol est sujet à l'héliotropisme avant la floraison. Ce phénomène agit sur la croissance de la tige en fonction de l'éclairement. L'auxine, une phytohormone, provoque la croissance des cellules. Comme elle est détruite par les rayons solaires, cela provoque donc une élongation de la tige ou du pétiole du côté ombragé. Cela permet aux feuilles de garder tout au long de la journée une exposition optimale au soleil. Au début de la floraison, la fleur pointe définitivement vers le soleil levant, soit dans la direction est-sud-est en été aux latitudes moyennes.

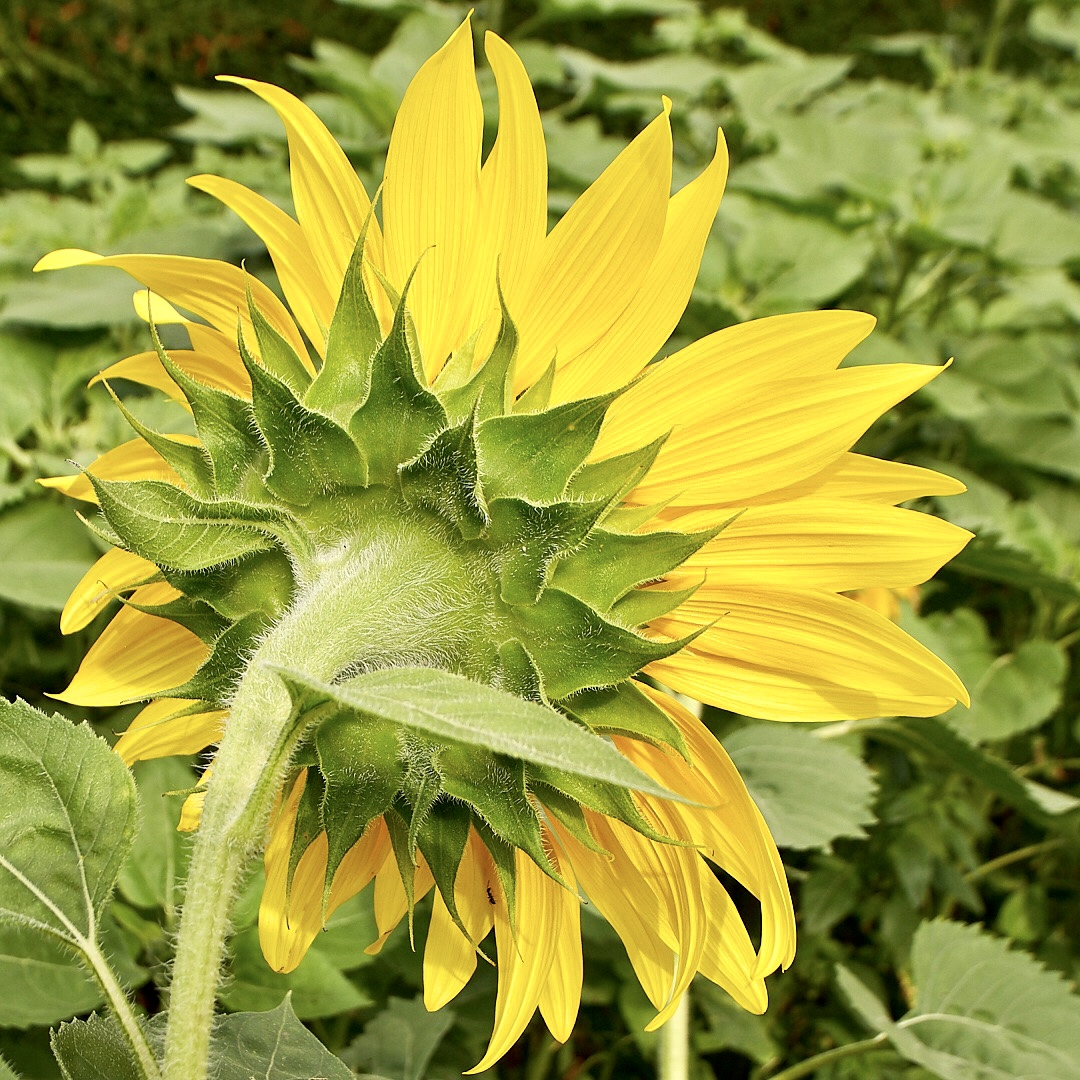
La tige et le calice du tournesol forment un angle de 120°.

Une fois fécondé, le capitule se penche vers le sol sous l'effet de son poids. Certaines variétés n'arrivent pas à bien assurer ce basculement, ce qui provoque une brûlure solaire des graines et une réduction du taux de germination.

### Pollinisation

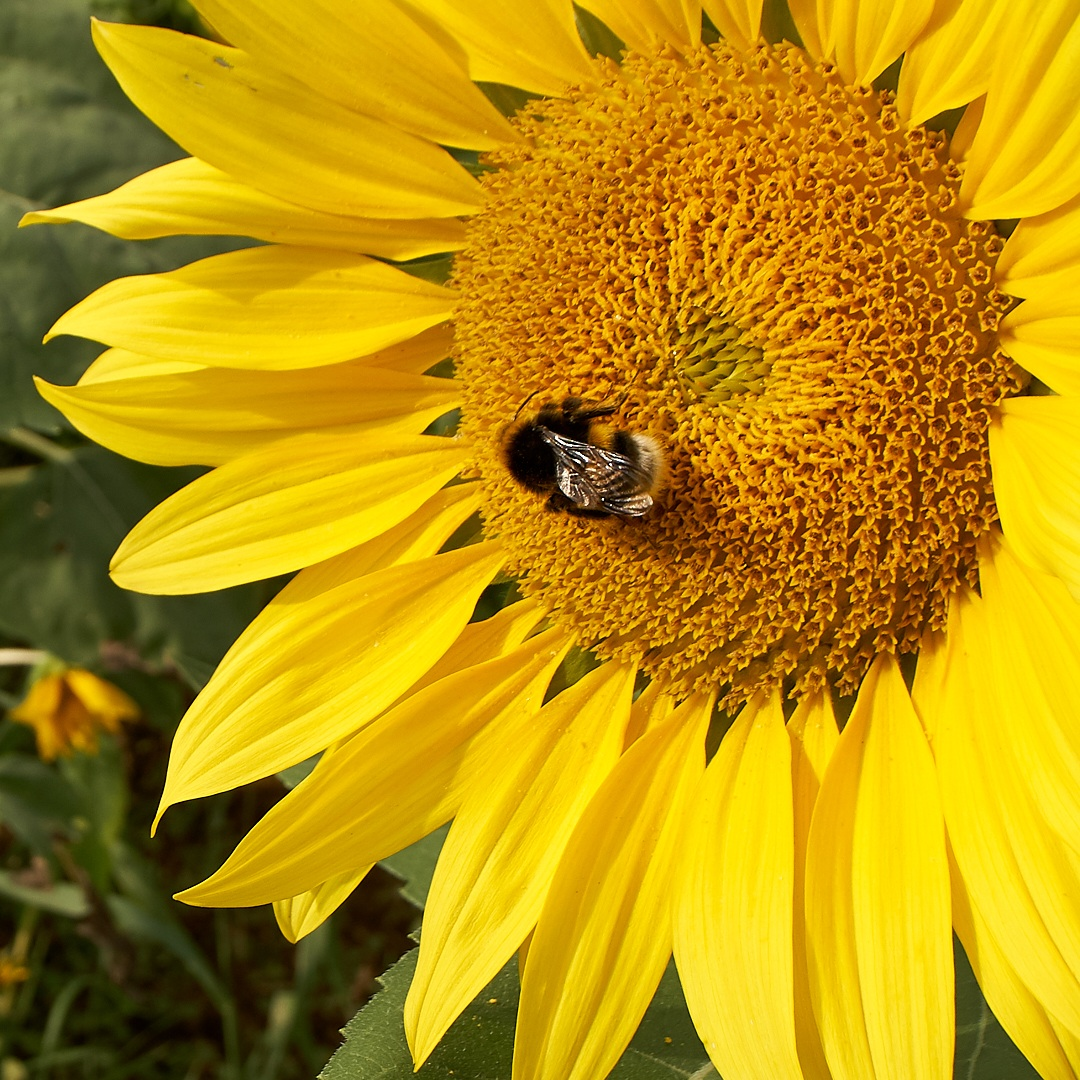
La pollinisation du tournesol est assurée par différents insectes, ici par un bourdon.

La pollinisation est aujourd'hui essentiellement assurée par différentes espèces d'abeilles, souvent par des abeilles domestiques via des ruches louées à des apiculteurs et installées dans les champs. Cette précaution est devenue nécessaire dans certains cas pour compenser la très forte régression des pollinisateurs dans la nature. L'INRA d'Avignon a montré en mettant dans des sachets fermés que respectivement l'autopollinisation ou la pollinisation par le vent donnaient un rendement grainier presque nul quand il est comparé à celui obtenu en présence d'abeilles. Un système de vidéosurveillance a plus récemment permis de quantifier la fréquence des visites d'abeilles (domestiques ou sauvages) ou d'autres espèces telles que papillons, bourdons, etc.. ) et des chercheurs essayent de comprendre pourquoi certaines variétés femelles sont moins visitées que les lignées mâles. L'INRA anime aussi un réseau national de surveillance des pollinisateurs sauvages et plus particulièrement des abeilles sauvages (environ 1000 espèces en France).

## Origine

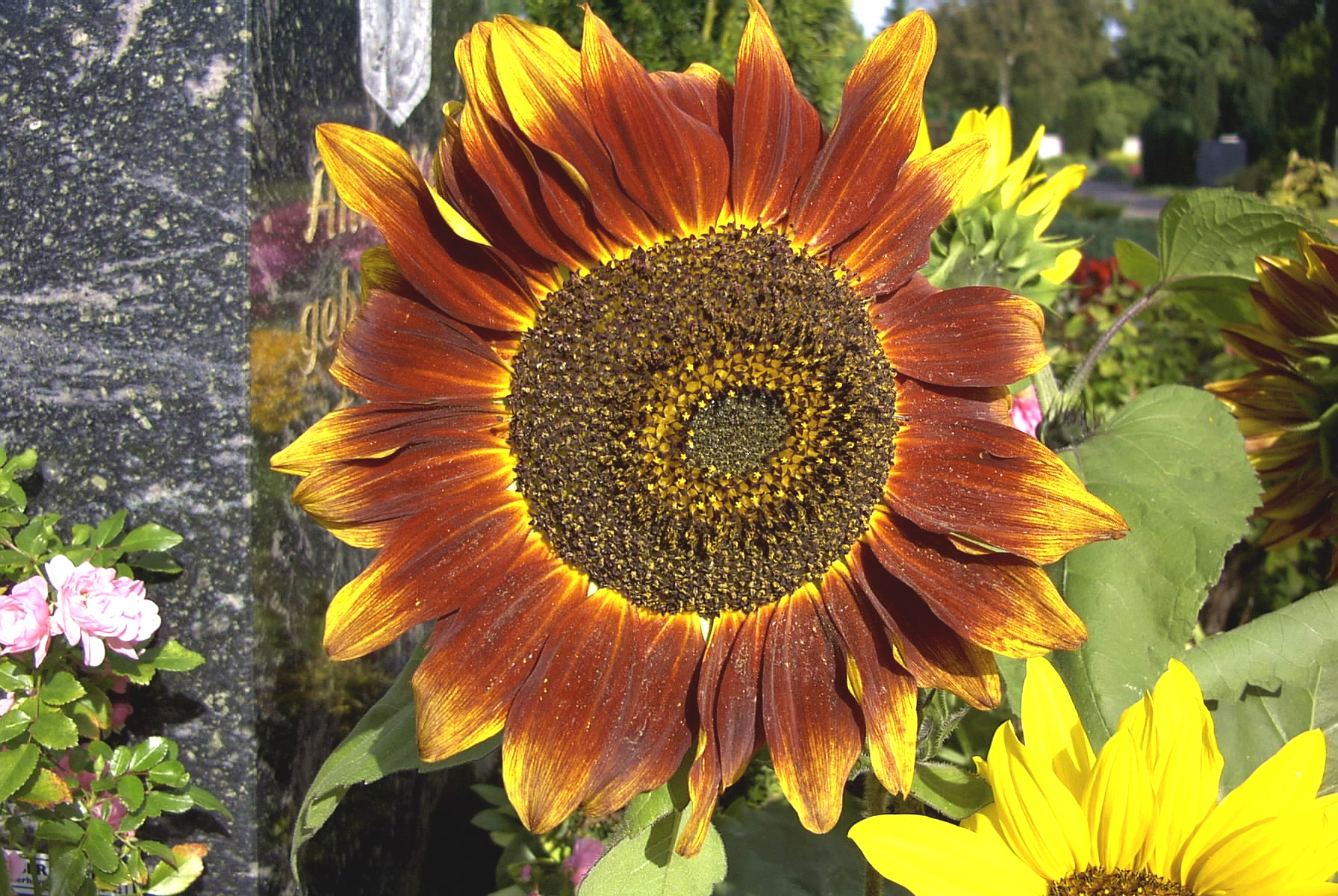
Cultivar à fleur décorative.

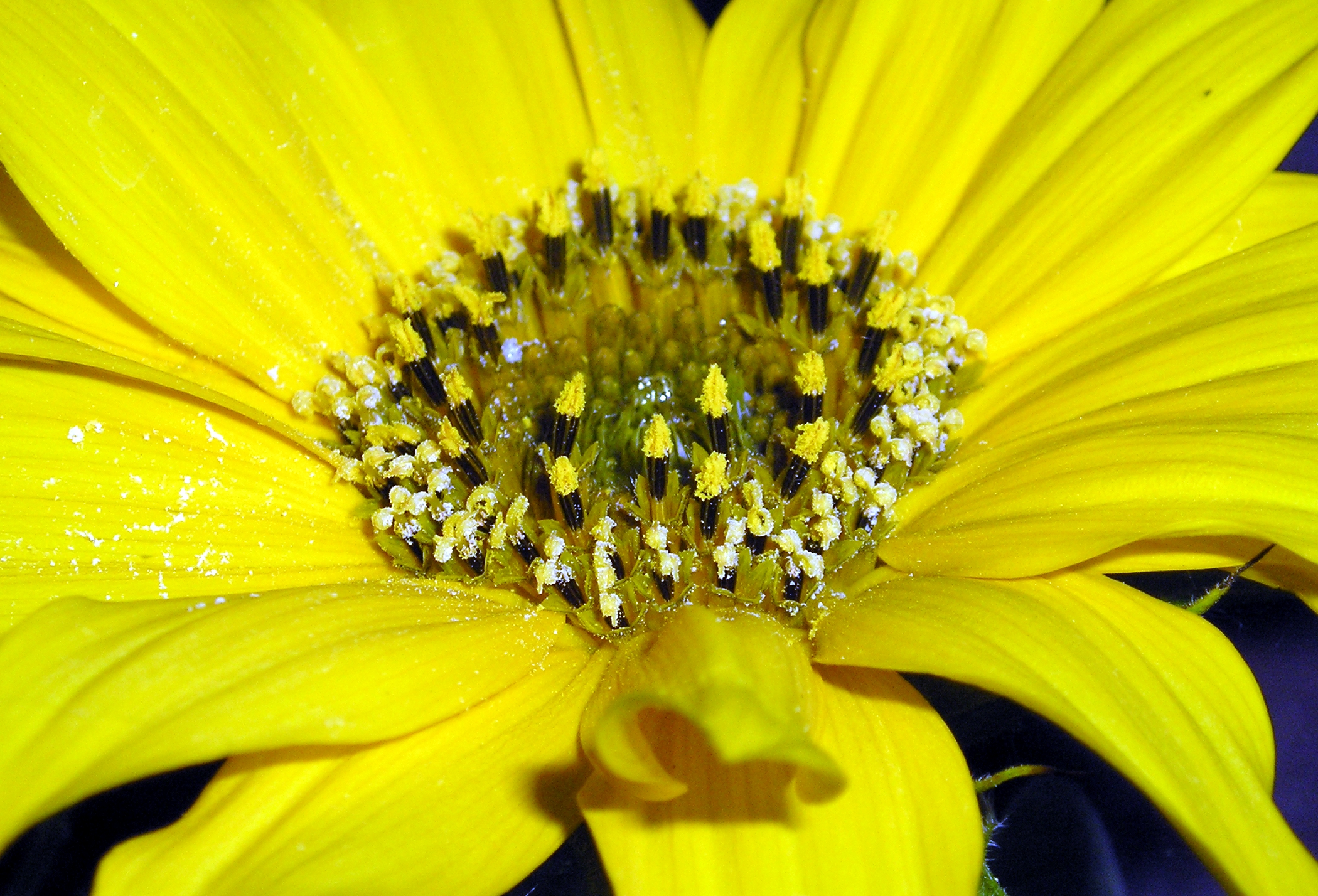
Détail de la fleur.

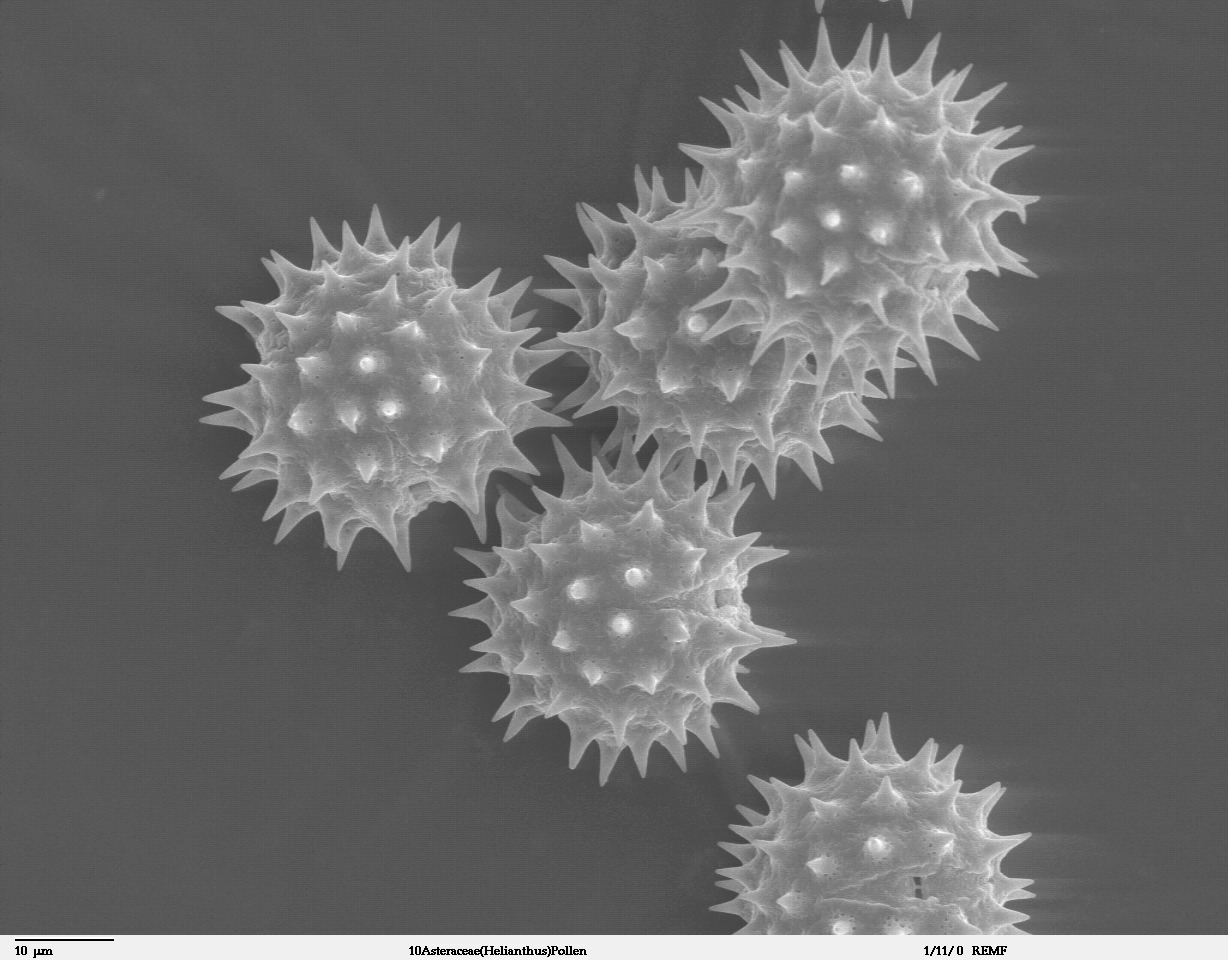
Pollen de tournesol par MEB.

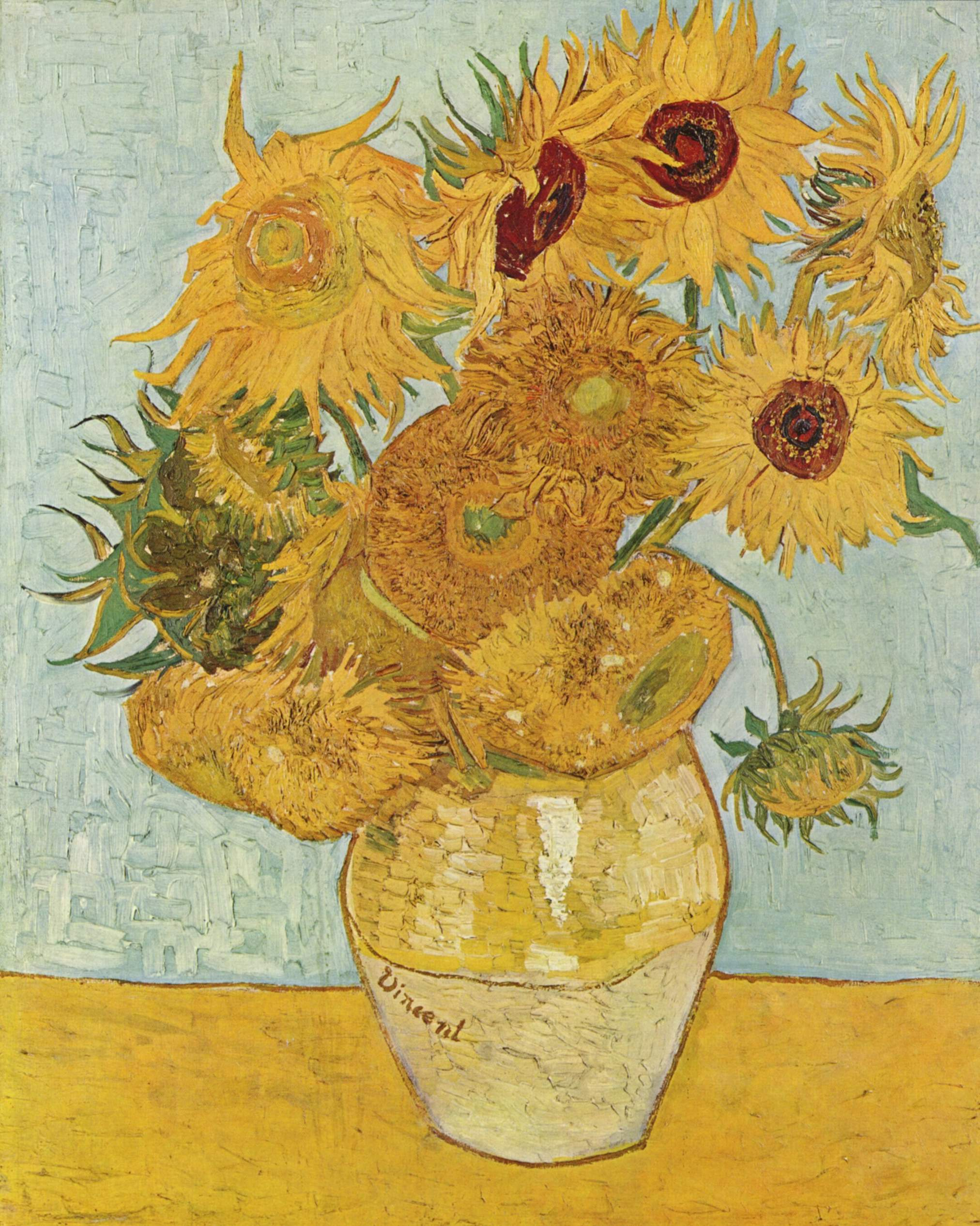
Les Tournesols par Vincent van Gogh.

Cette plante a été domestiquée par les Amérindiens et les Mexicains qui l'utilisaient pour ses propriétés alimentaires, médicinales et tinctoriales. Les graines contenaient alors environ 20 % d'huile. Il faisait partie du mythe de la création chez les Onondagas tandis qu'il était associé au dieu de la guerre Huitzilopochtli chez les Aztèques.
L'hypothèse qu'elle provenait initialement de l'Ouest de l'Amérique du Nord (ouest du Canada et des États-Unis, centre et sud des États-Unis, nord du Mexique), semble être remise en question par la découverte en 2010 d'empreintes fossilisées de fleurs semblables à des astéracées, plus anciennes car datées d'environ 50 millions d'années, au nord-ouest de la Patagonie,.
Elle a été introduite en Europe au XVIe siècle par les Espagnols. On la trouvait cultivée au début du XVIIIe siècle en France dans le Languedoc, en particulier à Massillargues et Lunel aux environs de Nîmes. La sommité était recueillie pour faire de la « teinture en drapeau », chiffons imprégnés de teinture qui sont ensuite exportés à Lyon, en Allemagne, en Hollande et en Angleterre pour donner une jolie teinte au vin.
Sa culture comme plante oléagineuse se développa au XIXe siècle en Russie où, grâce à la sélection, la teneur des graines en huile atteint alors 40 % d'huile. C'est en interdisant la consommation d'aliments riches en huile pendant le carême et la période précédant Noël, que l'Église orthodoxe a, par réaction, développé la culture du tournesol qui était trop méconnue pour être sur la liste.
Vers les années 1950, la recherche se porte sur des hybrides F1. En 1969, le Français Patrice Leclercq (INRA de Clermont-Ferrand) découvre un caractère de stérilité qui permet de faciliter la production de semences hybrides F1. Ce caractère génétique permet le doublement de la production mondiale, désormais utilisé dans le monde entier.
La culture du tournesol est aujourd'hui largement répandue sur tous les continents.

## Utilisation

### Alimentation humaine

#### Huile de tournesol
L'huile est extraite des graines, dont la teneur dans les variétés améliorées varie de 40 à 50 %. L'huile de tournesol est appréciée pour son équilibre en acides gras : elle contient 12 % seulement d'acides gras saturés et beaucoup d'acides gras mono ou poly-insaturés, acide oléique, acide palmitique et surtout acide linoléique, qui est un acide gras essentiel. C'est également une bonne source de vitamine E. L'huile de tournesol entre dans la composition des margarines. Elle sert aussi à la fabrication de savons et de cierges.
Le tournesol oléique aussi appelé tournesol haut oléique est un tournesol sélectionné dont la composition des acides gras a été modifiée pour obtenir un taux d'acide oléique proche de 82 %, similaire donc à celui de l'huile d'olive, mais sans le goût de cette dernière. Il est produit sous contrat en France. L'huile de tournesol oléique entre souvent dans la composition des mélanges d'huile. Depuis quelques années la culture du tournesol oléique a dépassé la culture du tournesol classique en France.

#### Graines de tournesol
Les graines de tournesol décortiquées et crues sont vendues (notamment en vrac ou dans les magasins bio) et se consomment comme en-cas, en accompagnement de salade, etc.
On consomme aussi les graines torréfiées, notamment autour du bassin méditerranéen où on les connaît sous le nom de pipas ou pipasol en Espagne.
Une autre manière de se nourrir des graines de tournesol réside dans la germination et les jeunes pousses tendres. En effet, les nutriments contenus dans les graines sont décuplés lorsque ces dernières sont devenues des pousses. Ces pousses peuvent être un peu longue à la mastication mais sont très bonnes.

### Alimentation animale
La plante entière récoltée avant maturité est utilisée comme fourrage. De plus, les résidus de trituration, appelés tourteaux, sont riches en protéines, dont un acide aminé très recherché dans l'alimentation du bétail, la méthionine. Les graines entières sont appréciées pour nourrir les perroquets et autres oiseaux de volière.
Le tournesol est aussi une excellente plante mellifère qui a l'avantage de fleurir tard en saison (août) quand il n'y a plus beaucoup d'autres ressources disponibles pour les abeilles. De plus, le pollen de tournesol est excellent pour les abeilles et les protège de la nosémose.
Elle est également cultivée comme plante ornementale pour ses capitules spectaculaires. Il en existe plusieurs cultivars, notamment 'Nanus flore pleno', de 60 à 80 cm de haut seulement et à fleurs doubles jaune orangé.

### Agrocarburants
L'huile de tournesol, comme l'huile de colza, peut être utilisée comme agrocarburant pour les moteurs diesel, soit directement en tant qu'huile végétale pure (HVP), ou après estérification en ester méthylique (diester). Actuellement la deuxième voie est de loin prédominante.
Au-delà de 30 % d'HVP (huile végétale pure), il convient toutefois de faire certains réglages (pression d'injection) et éventuelles modifications (préchauffage). Les expérimentations à 100 % d'HVP sur les poids lourds fonctionnent généralement avec un système de démarrage au gazole.
L'huile pure, contrairement au diester, ne nécessite aucun procédé industriel de fabrication. Une presse suivie d'un filtre performant suffit.
Politiquement, l'application de la TIPP aux HVP, votée fin 2006 par le parlement, rend l'HVP de tournesol plus chère que le gazole, plombant ainsi les expérimentations en cours comme celle de Villeneuve-sur-Lot (Lot-et-Garonne).
Toutefois, les agriculteurs peuvent produire de l'HVP et l'utiliser à leurs fins personnelles sans avoir à payer de taxe, ce qui laisse craindre le développement de réseaux pirates de distribution.

### Isolant thermique
Les tiges de tournesol ont les qualités pour faire de bons isolants pour le bâtiment. Leurs fibres ont une bonne résistance mécanique et leur moelle poreuse une bonne résistance thermique. C'est ce que les scientifiques ont démontré dans le cadre du projet Demether piloté par Irstea. « Les prototypes de panneaux réalisés ont une conductivité thermique de 0,06 watts par mètre-kelvin (à comparer à 0,04 pour la laine de verre ou 0,11 pour le béton de chanvre), une résistance mécanique intéressante de 2,6 MPa et sont peu coûteux à produire ». La colle utilisée pour réaliser ces panneaux est à base de chitosane, un produit biosourcé issu de la carapace de crustacés ou de champignons (brevet Irstea).

### Hyperaccumulateur
Le tournesol est une plante dépolluante, c'est, notamment, un hyperaccumulateur des radionucléides de strontium, d'uranium et de nickel.

### Chimie
L'azolitmine, tirée du tournesol, peut servir à déterminer si une solution est acide ou basique . Le papier de tournesol devient rouge au contact d'un acide et bleu au contact d'une base. Il est cependant généralement fabriqué à partir de poudres de lichen et non de tournesol, et reste moins précis que le papier pH.

### Plante auxiliaire
Elle peut également servir de couvert végétaux grâce à la forte concurrence qu’elle fait aux adventices. Elle a un effet bénéfique sur le sol grâce à son effet structurant sur le sol notamment dans les argiles, elle permet également de remobiliser le phosphore en sols calcaire.
C’est également un excellent tuteur, qui reste debout bien que détruit après l’hiver ce qui permet un réchauffement du sol. Elle attire également les auxiliaires et les pollinisateurs.

## Culture

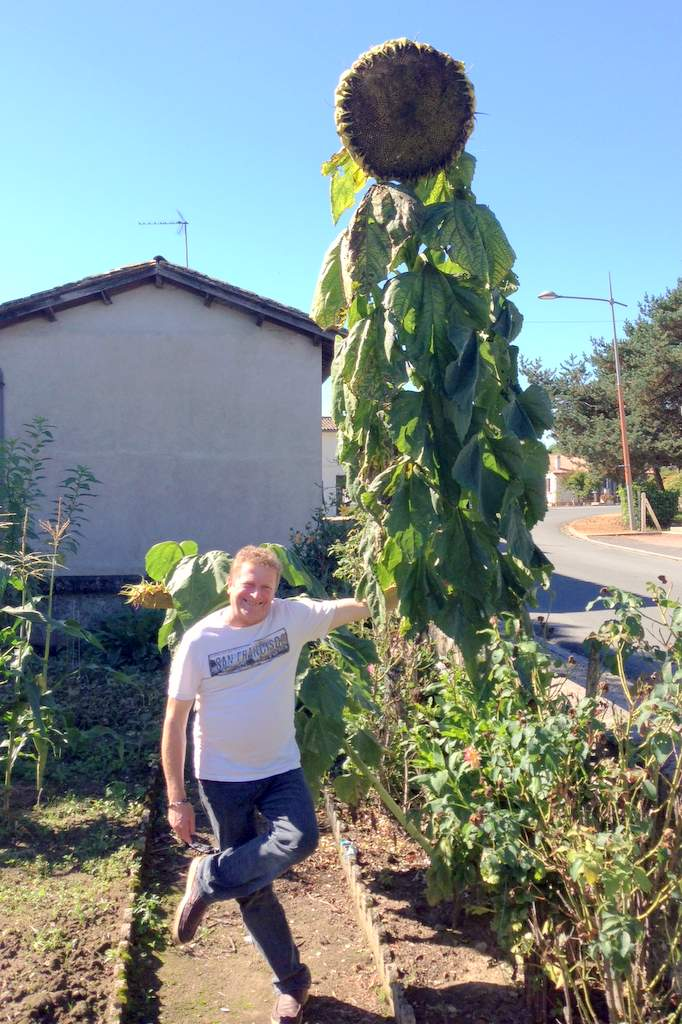
La variété de tournesol Géant Mammoth peut mesurer plus de 4 m de haut et donner des capitules de 50 cm de diamètre.

Le développement de la culture du tournesol en France, comme celle du colza, à partir des années 1970 est dû au besoin d'indépendance de la communauté européenne face au monopole des États-Unis en matière d’oléagineux. La mise au point de nouvelles variétés (par croisement et sélection), notamment d'hybrides résistants au mildiou, a contribué au développement de la culture du tournesol au cours des vingt dernières années, notamment en France. Aujourd'hui, il est cultivé dans le Sud-Ouest, dans le Centre et en Côte-d'Or.
Le tournesol affectionne des climats chauds et secs. C'est une culture de printemps, il se sème dès la mi-mars et sa récolte débute mi-août. L’écartement optimum se situe à 45 cm inter-rangs et 30 cm inter-plants avec un objectif de 60 à 80 000 pieds/ ha et permet un gain de rendement de près de 6 q/ha par rapport à un écartement de 80 cm.
Peu gourmand en eau, sa racine pivot lui permet de capter l'eau en profondeur. C'est une plante plus sensible à la qualité du sol (profondeur, structure) qu'à l'ajout d'engrais.
Ses besoins en azote sont faibles (80 unités/ha contre 180 pour du maïs), mais il faut prévoir une bonne fumure de fond (80 unités de phosphore et de potassium) et du bore.
Elle est peu sensible aux insectes (sauf en début de cycle) et les variétés commerciales ont des résistances importantes aux attaques fongiques, de fait elle n'a quasiment pas besoin d'être traitée.
Cette espèce est sensible à certains variants du mildiou, favorisé par les monocultures intensives. La lutte contre cette maladie est réglementée.
Certaines variétés de tournesol géant, peuvent atteindre plusieurs mètres de hauteur. Il existe même un record du monde détenu, depuis 2017, par l'Allemand Hans-Peter Shiffer. Sa plante est montée à 9,17 mètres de hauteur.

## Prédateurs des cultures de tournesol
Outre les oiseaux très friands de ses graines, notamment le pigeon, le corbeau, le moineau domestique, le verdier et la linotte, ainsi que la mésange, les autres ravageurs notables sont la limace grise, la tipule des prairies (Tipula paludosa), la mouche du tournesol (Strauzia longipennis), le thrips du tabac (Thrips tabaci) qui attaquent les jeunes plants, et le puceron vert du prunier (Brachycaudus helichrysi) qui attaque les feuilles.
Les principales maladies rencontrées sont la pourriture blanche (Sclérotiniose), le mildiou du tournesol (Plasmopara helianthi), apparu en 1978, l'alternariose (Alternaria helianthi), la verticilliose (Verticillium dahliae), ainsi que le phomopsis, (Phomopsis helianthi), champignon apparu en France en 1984.
Il est également très attaqué par une plante parasite, l'orobanche, dans les pays du Sud (Espagne, Turquie).

## Importance économique
La récolte mondiale de graines de tournesol s'est élevée en 2003 à 26,1 millions de tonnes contre 32,4 millions en 2009. (Source FAO)
| Pays       | Surface cultivée | Rendement | Production |
| Pays       | Mha              | q/ha      | Mt         |
| Ukraine    | 3,1              | 13,5      | 4,200      |
| Russie     | 4,0              | 10,3      | 4,100      |
| Argentine  | 2,3              | 16,5      | 3,750      |
| Chine      | 1,2              | 17,2      | 2,000      |
| France     | 0,7              | 20,7      | 1,424      |
| Inde       | 1,9              | 6,3       | 1,220      |
| États-Unis | 0,9              | 13,6      | 1,209      |
| Roumanie   | 0,8              | 13,2      | 1,150      |
| Hongrie    | 0,5              | 17,1      | 0,853      |
| Espagne    | 0,8              | 9,5       | 0,745      |

| Production en tonnes de graines de tournesol. Chiffres 2004-2005 Données de FAOSTAT (FAO) Base de données de la FAO, accès du 14 novembre 2006 |               |        |               |        |
| Russie | 4 800 710,00  | 18,3 % | 6 394 510,00  | 21 %   |
| Ukraine | 3 050 100,00  | 11,6 % | 4 705 320,00  | 15,5 % |
| Argentine | 3 100 000,00  | 11,8 % | 3 652 000,00  | 12 %   |
| Chine | 1 750 000,00  | 7 %    | 1 850 000,00  | 6 %    |
| États-Unis | 929 690,00    | 3,5 %  | 1 822 700,00  | 6 %    |
| France | 1 457 158,00  | 6 %    | 1 502 106,00  | 5 %    |
| Inde | 1 450 000,00  | 6 %    | 1 500 000,00  | 5 %    |
| Roumanie | 1 557 813,00  | 6 %    | 1 257 000,00  | 4 %    |
| Hongrie | 1 186 180,00  | 4,5 %  | 1 102 000,00  | 3,6 %  |
| Turquie | 900 000,00    | 3,4 %  | 950 000,00    | 3,1 %  |
| Bulgarie | 1 078 832,00  | 4 %    | 934 855,00    | 3 %    |
| Afrique du Sud | 677 367,00    | 3 %    | 690 998,00    | 2 %    |
| Serbie-et-Monténégro | 437 602,00    | 2 %    | 455 000,00    | 2 %    |
| Moldavie | 335 200,00    | 1,2 %  | 400 000,00    | 1,3 %  |
| Espagne | 785 300,00    | 3 %    | 398 900,00    | 1 %    |
| Birmanie | 350 000,00    | 1 %    | 350 000,00    | 1 %    |
| Italie | 274 019,00    | 1 %    | 289 365,00    | 1 %    |
| Kazakhstan | 265 547,00    | 1 %    | 240 000,00    | 1 %    |
| Slovaquie | 196 350,00    | 1 %    | 205 000,00    | 1 %    |
| Bolivie | 168 000,00    | 1 %    | 170 000,00    | 1 %    |
| Autres pays | 1 428 536,00  | 5 %    | 1 403 365,00  | 5 %    |
| Total | 26 178 404,00 | 100 %  | 30 273 119,00 | 100 %  |

| Production en tonnes d'huile de tournesol. Chiffres 2004-2005 Données de FAOSTAT (FAO) Base de données de la FAO, accès du 14 novembre 2006 |              |       |               |       |
| Russie | 1 735 000,00 | 18 %  | 1 996 000,00  | 19 %  |
| Argentine | 1 198 000,00 | 12 %  | 1 513 000,00  | 15 %  |
| Ukraine | 1 340 900,00 | 14 %  | 1 299 000,00  | 13 %  |
| Chine | 558 607,75   | 6 %   | 592 557,75    | 6 %   |
| Turquie | 502 117,88   | 5 %   | 520 547,91    | 5 %   |
| Inde | 399 000,00   | 4 %   | 472 000,00    | 5 %   |
| France | 530 700,00   | 5 %   | 430 000,00    | 4 %   |
| États-Unis | 120 000,00   | 1 %   | 367 000,00    | 4 %   |
| Espagne | 480 401,22   | 5 %   | 353 628,41    | 3 %   |
| Roumanie | 387 000,00   | 4 %   | 350 000,00    | 3 %   |
| Hongrie | 260 000,00   | 3 %   | 260 000,00    | 3 %   |
| Afrique du Sud | 255 000,00   | 3 %   | 255 000,00    | 2 %   |
| Pays-Bas | 250 100,00   | 3 %   | 243 000,00    | 2 %   |
| Pakistan | 136 490,64   | 1 %   | 187 579,27    | 2 %   |
| Serbie-et-Monténégro | 171 436,00   | 2 %   | 172 000,00    | 2 %   |
| Italie | 142 900,00   | 1 %   | 150 000,00    | 1 %   |
| Bulgarie | 142 400,00   | 1 %   | 140 000,00    | 1 %   |
| Birmanie | 121 246,60   | 1 %   | 121 246,60    | 1 %   |
| Portugal | 90 000,00    | 1 %   | 115 600,00    | 1 %   |
| Bolivie | 75 800,00    | 1 %   | 75 800,00     | 1 %   |
| Autres pays | 801 701,25   | 8 %   | 747 875,44    | 7 %   |
| Total | 9 698 801,34 | 100 % | 10 361 835,38 | 100 % |

## Galerie

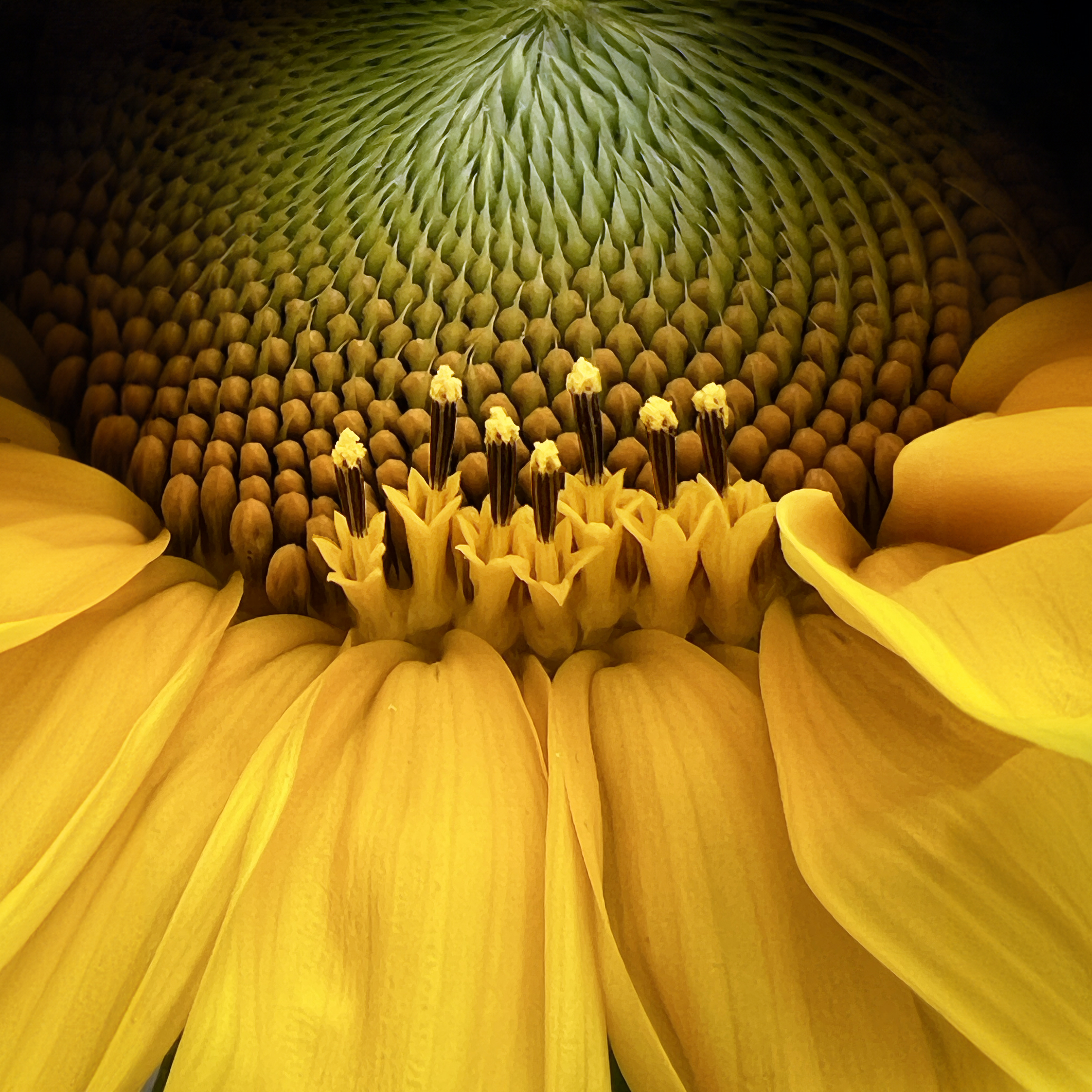
Tournesol vu de très près.
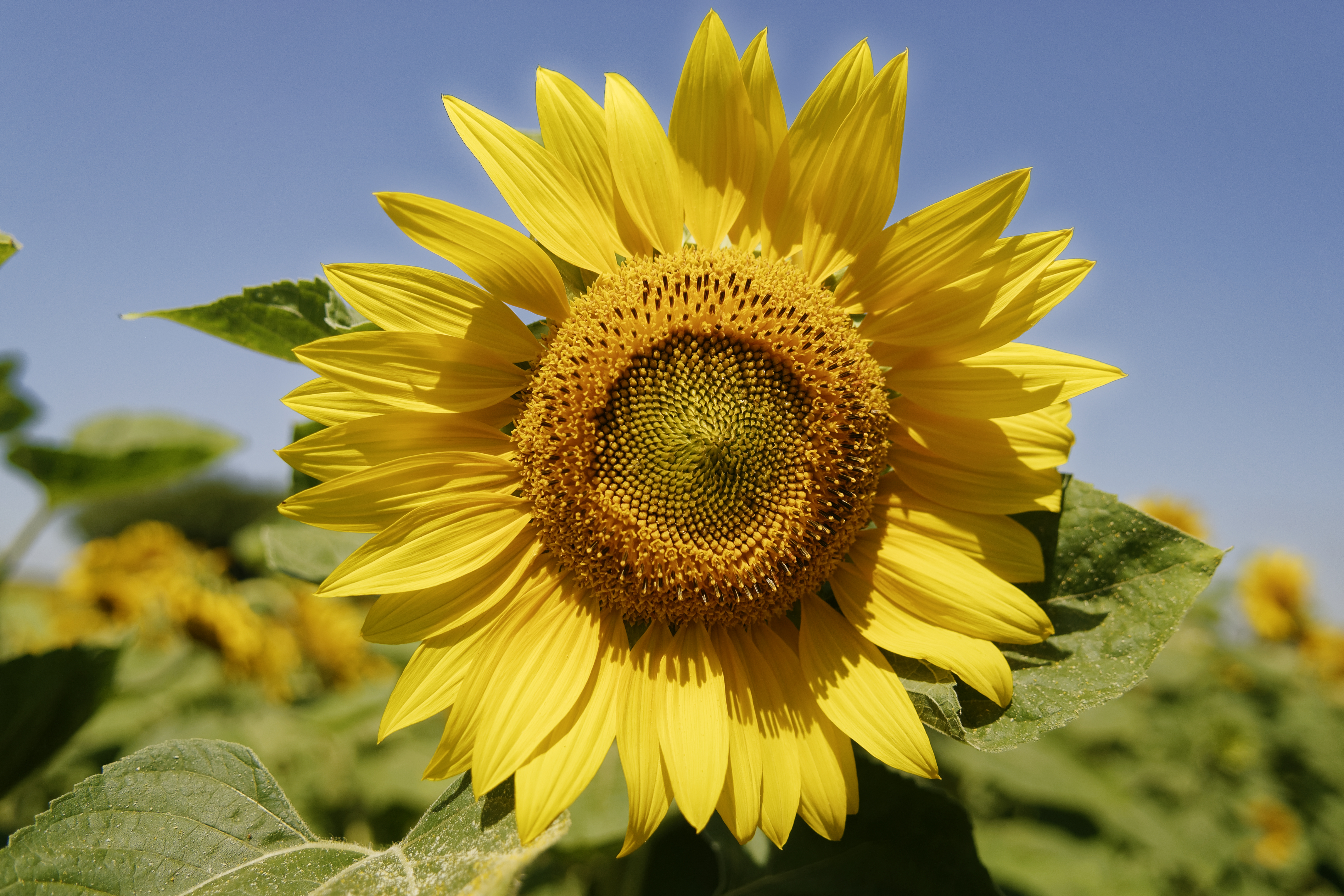
Fleur de tournesol en gros plan.
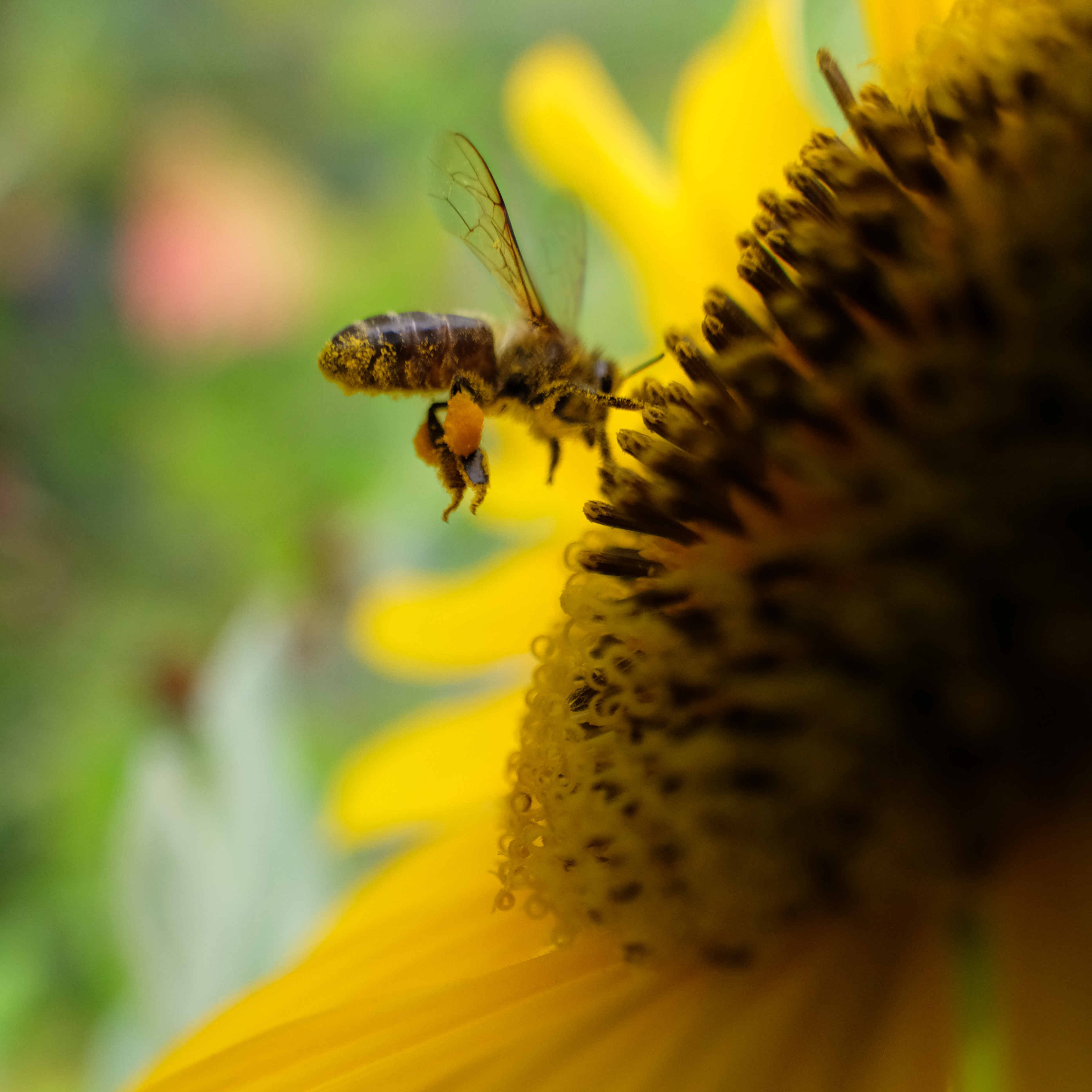
Pollinisation d'un tournesol
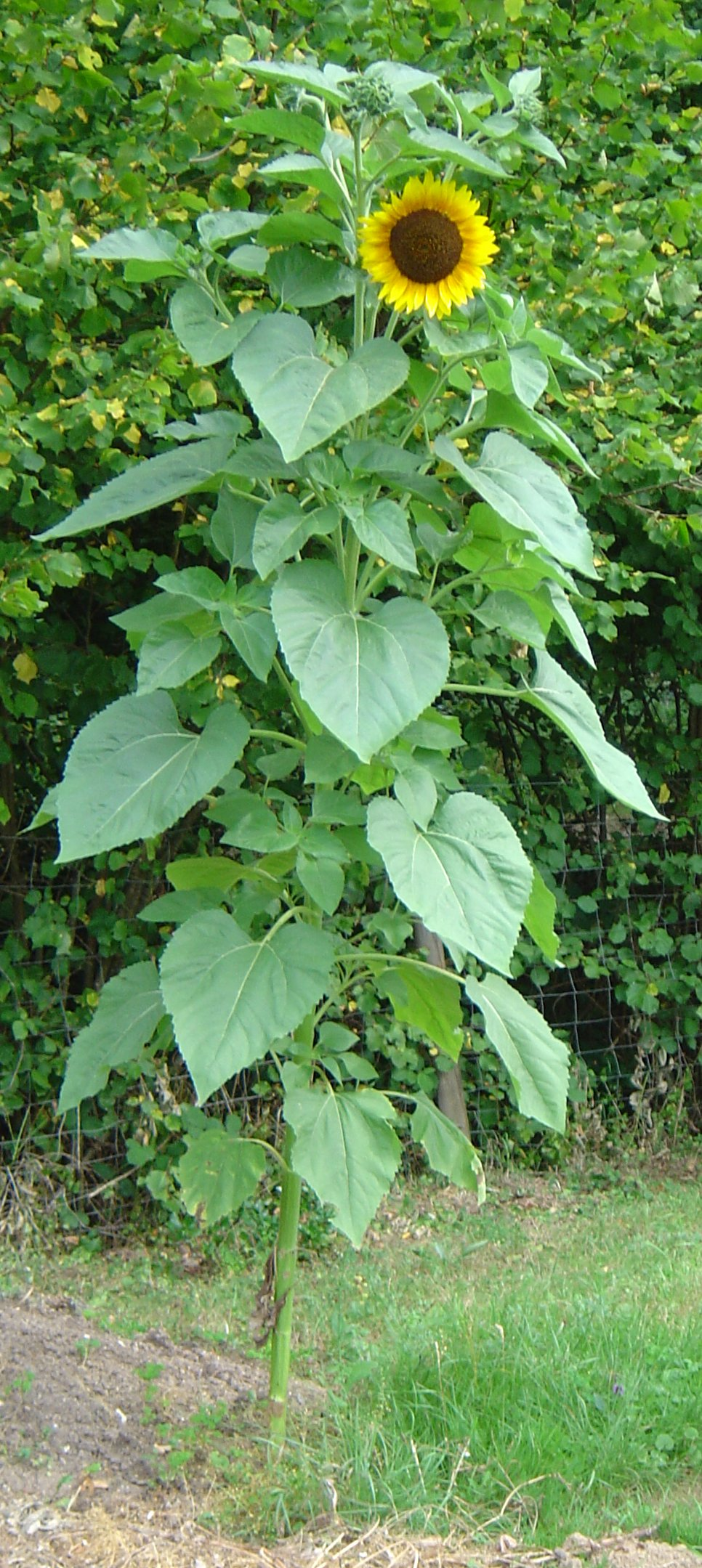
Plante entière.
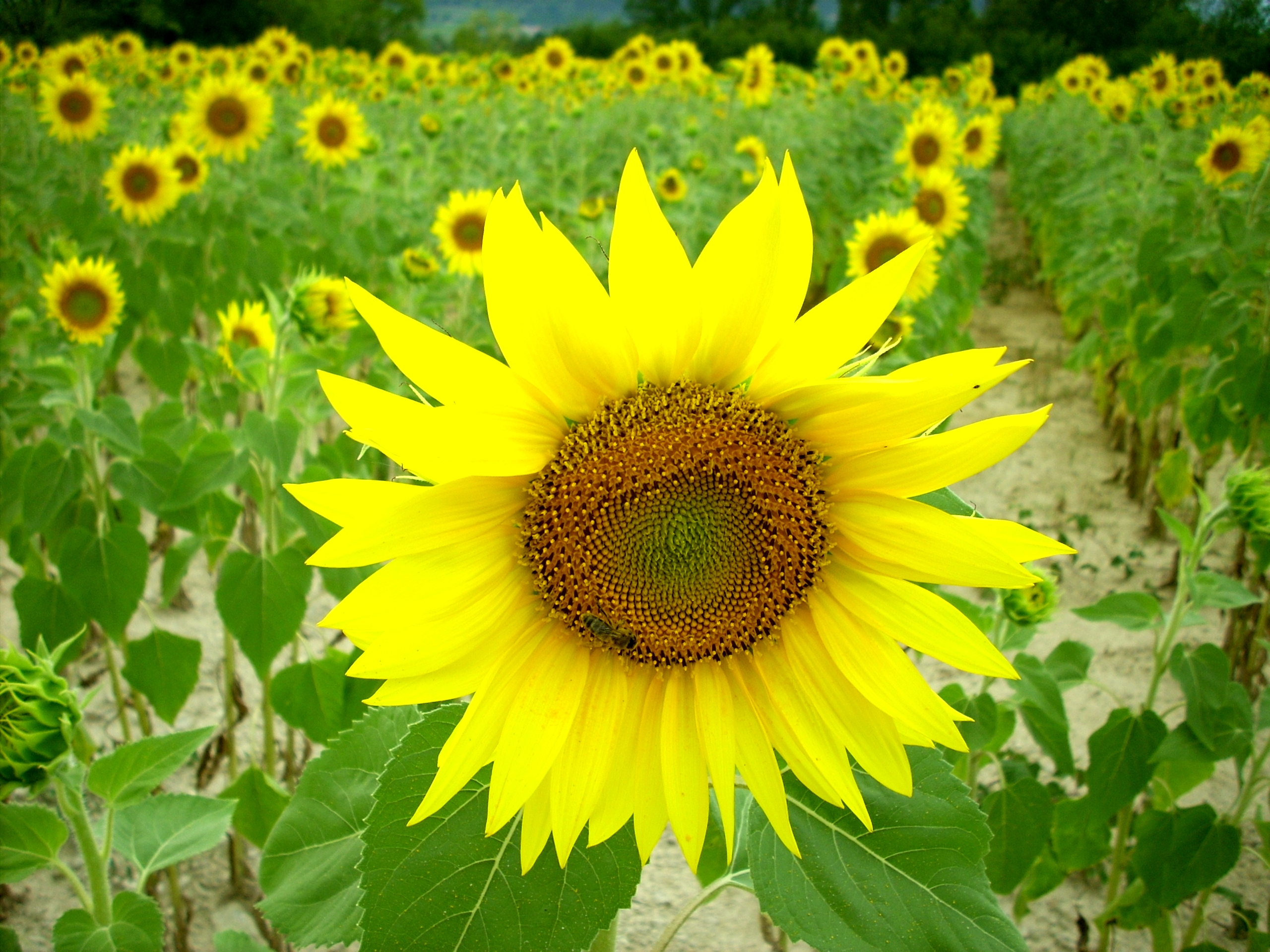
Tournesols en Ardèche.
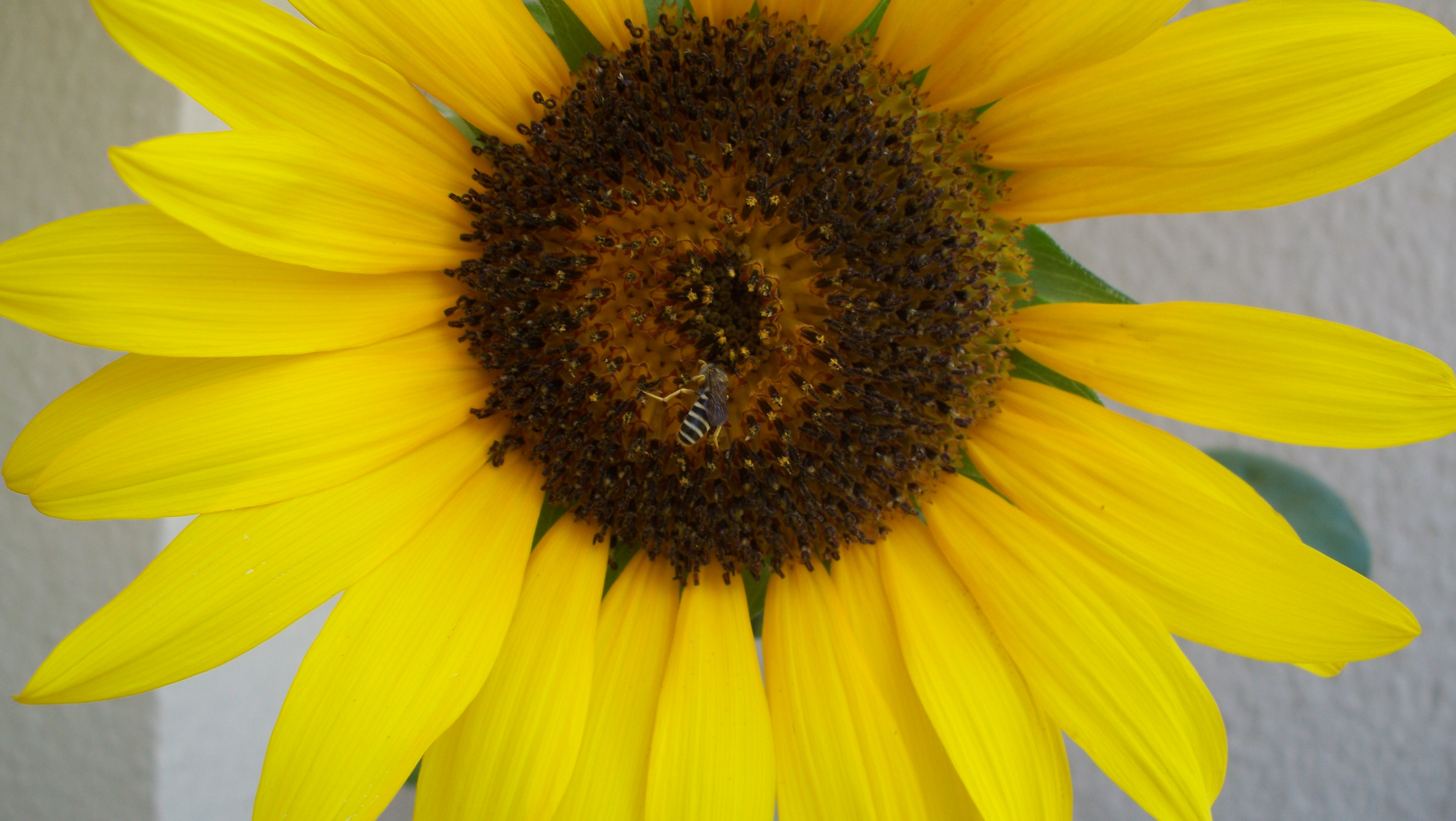
Pollinisation par un hyménoptère.
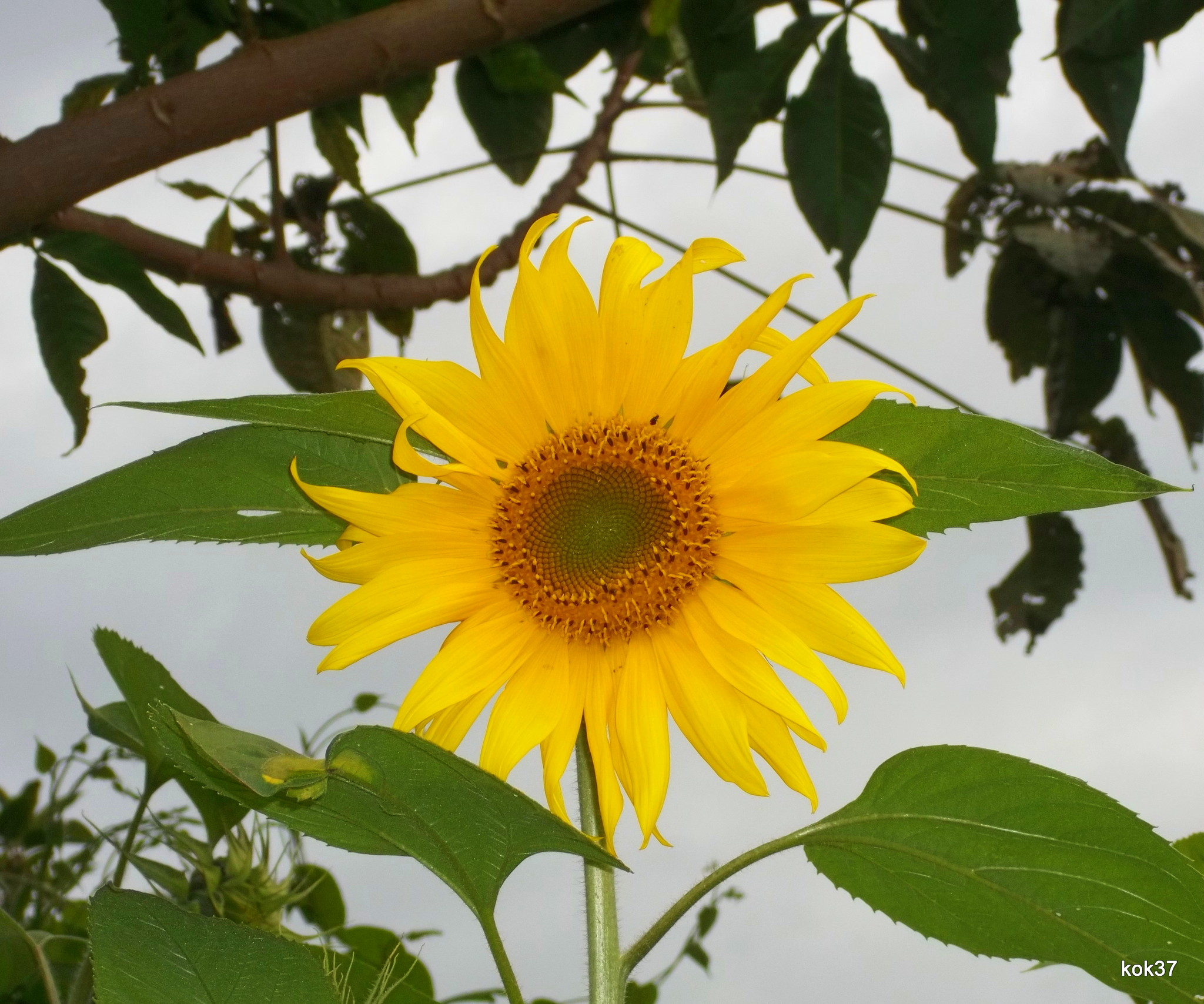
Tournesol au Cameroun.
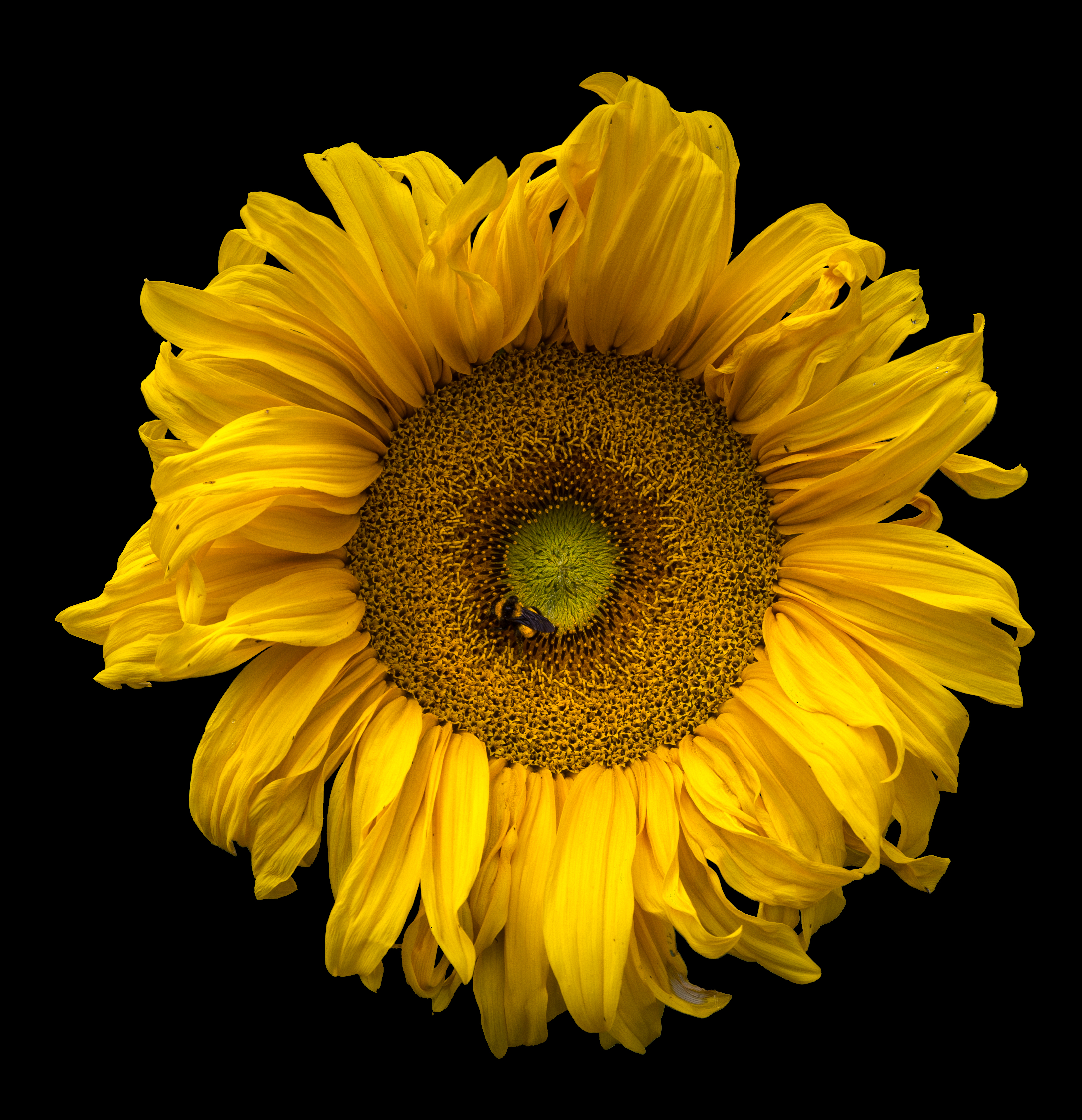
Fleur de tournesol avec un Bombus.

## Calendrier républicain
Le nom du tournesol fut attribué au 19e jour du mois de vendémiaire du calendrier républicain ou révolutionnaire français, généralement chaque 10 octobre du calendrier grégorien.